# Ilex minimifolia
Ilex minimifolia är en järneksväxtart som beskrevs av Ludwig Eduard Loesener. Ilex minimifolia ingår i släktet järnekar, och familjen järneksväxter. Inga underarter finns listade i Catalogue of Life.